# Concerto pour piano de Dvořák
Pour les articles homonymes, voir Concerto pour piano.
Le Concerto pour piano et orchestre en sol mineur, op. 33 (B. 63), a été composé par Antonín Dvořák en août et septembre 1876.

## Historique
C'est Sladkovskych qui poussa Dvořák à écrire un concerto pour piano. Le concerto a été créé le 24 mars 1878 à Prague par Karel ze Sladkovskych et l'orchestre du Théâtre provisoire tchèque sous la direction d'Adolf Čech. 
La partie de piano a été révisée par Vilém Kurz, qui a ajouté des effets virtuoses au piano. En 1919, Ilona Kurzová a joué la première de la version de Kurz sous la direction de Václav Talich. L'édition critique du concerto d'Otakar Šourek propose les deux versions. Remanié de nombreuses fois, le concerto est couramment donné dans sa version originale. Il est peu joué.

## Structure
Il est en 3 mouvements :
1. Allegro agitato
2. Andante sostenuto
3. Allegro con fuoco

Durée : 41-45 minutes

## Discographie
- Sviatoslav Richter et l'orchestre de l'Opéra d'État de Bavière dirigé par Carlos Kleiber (EMI).
- Rudolf Firkušný et l'orchestre symphonique de Saint-Louis dirigé par Walter Susskind (Allegria).
- Jenő Jandó et l'orchestre symphonique national de la radio polonaise dirigé par Antoni Wit (Naxos).
- Pierre-Laurent Aimard et l'orchestre royal du Concertgebouw dirigé par Nikolaus Harnoncourt (Teldec).
- András Schiff et l'orchestre Philharmonique de Vienne dirigé par Christoph von Dohnányi (Decca)